# Pelorurus pumicatus
Pelorurus pumicatus är en skalbaggsart som beskrevs av Lewis 1911. Pelorurus pumicatus ingår i släktet Pelorurus och familjen stumpbaggar. Inga underarter finns listade i Catalogue of Life.